# Babušnica
Babušnica (srbskou cyrilicí Бабушница) je město a správní středisko stejnojmenné opštiny v Srbsku v Pirotském okruhu. Leží u břehu řeky Lužnice, na úpatí pohoří Suva planina, asi 23 km jihozápadně od města Pirot. V roce 2011 žilo v Babušnici 4 601 obyvatel, v celé opštině pak 12 307 obyvatel. Naprostou národnostní většinu tvoří Srbové, žije zde ale i poměrně vysoké množství Bulharů a Romů. Rozloha města je 3,95 km², rozloha opčiny 529 km².
Opština se administrativně dělí na město Babušnica a 52 vesnic. Mezi tyto vesnice patří Aleksandrovac, Berduj, Berin Izvor, Bogdanovac, Bratiševac, Brestov Dol, Crvena Jabuka, Dol, Donje Krnjino, Donji Striževac, Draginac, Dučevac, Gorčinci, Gornje Krnjino, Gornji Striževac, Grnčar, Izvor, Jasenov Del, Kaluđerovo, Kambelevci, Kijevac, Leskovica, Linovo, Ljuberađa, Malo Bonjince, Masurovci, Mezdraja, Modra Stena, Našuškovica, Ostatovica, Preseka, Provaljenik, Radinjinci, Radosinj, Radoševac, Rakita, Rakov Dol, Raljin, Resnik, Stol, Strelac, Studena, Suračevo, Štrbovac, Valniš, Vava, Veliko Bonjince, Vojnici, Vrelo, Vuči Del, Zavidince a Zvonce.
Většina obyvatel se zabývá výrobním průmyslem.